# Ingeborg Barz
Pour les articles homonymes, voir Ingeborg.
Ingeborg Barz, née le 2 juillet 1948 à Berlin, est une ancienne membre de la première génération de la Fraction armée rouge.

## Biographie
L'association « Secours noir » plutôt anarchiste, contrairement au Secours rouge, plutôt marxiste est cofondée en 1971 par Ingeborg Barz et son ami Wolfgang Grundmann, d'abord proches du Mouvement du 2 Juin, juste avant d'être recrutés à l'automne 1971 par Gudrun Ensslin pour la RAF.
Le 22 décembre 1971, Ingeborg Barz, Wolfgang Grundmann et Klaus Jünschke prennent d'assaut une banque de Kaiserslautern pour la cambrioler. Au cours de l'attaque, qui n'est pas tout de suite attribuée à la RAF, un policier est tué.
Le 21 février 1972, Ingeborg Barz téléphone à sa mère en indiquant qu'elle veut quitter la RAF, mais le 27 mai 1972, on la retrouve sur la liste des 19 terroristes recherchés, publiée par la presse. Son meurtre par la RAF demeure une rumeur, les recherches dans la forêt de Gernsheim, où son corps aurait été enterré, ayant été infructueuses.
En 1974, ses empreintes digitales seront retrouvées sur une boîte de pilules dans un hôtel à Belfast et la membre de la RAF Inga Hochstein déclarera publiquement l'avoir rencontrée au printemps 1975 dans un pub de Hambourg.